# فافینگ
فافینگ (به آلمانی: Pfaffing) یک شهر در آلمان است که در بایرن واقع شده‌است.

## خصوصیات
فافینگ ۳۵٫۳۹ کیلومترمربع مساحت دارد ۴۹۲ متر بالاتر از سطح دریا واقع شده‌است.